# Aforia
Aforia es un género de caracoles marinos de la familia Cochlespiridae, presente alrededor del mundo.

## Descripción
La caracola se asemeja a la de Irenosyrinx, pero con una escultura más robusta, con nervaduras estrechas y bajas, y un opérculo alargado y pauciespiral, similar a la especie normal de Turris, como la de Mohnia a Chrysodomus. El núcleo es terminal. 
Los gasterópodos de este género se encuentran entre los miembros más grandes de la familia Cochlespiridae en el Océano Pacífico, con tamaños de concha adulta que alcanzan hasta 92 mm.

## Distribución
Las especies de este género habitan el Océano Pacífico, el suroeste del Océano Atlántico y el sureste del Océano Índico, y alrededor de las costas de Antártida. En el Océano Atlántico se encuentran en las aguas frías de la Patagonia, Tierra del Fuego, las Islas Malvinas y las Shetland del Sur.

## Hábitat
Estas especies se encuentran predominantemente en aguas sublitorales y relativamente profundas. Sin embargo, las descripciones detalladas de la composición específica de Aforia en ambientes batiales y abisales son escasas.

## Especies
Las especies dentro del género Aforia incluyen:
- Aforia abyssalis Sysoev y Kantor, 1987
- † Aforia canalomos (Stilwell y Zinsmeister, 1992)
- Aforia circinata (Dall, 1873)
- Aforia crebristriata (Dall, 1908)
- Aforia goniodes (Watson, 1881)
- Aforia goodei (Dall, 1890)
- Aforia hedleyi (Dell, 1990)
- Aforia hypomela (Dall, 1889)
- Aforia indomaris Sysoev y Kantor, 1988
- Aforia inoperculata Sysoev y Kantor, 1988
- Aforia kincaidi (Dall, 1919)
- Aforia kupriyanovi Sysoev y Kantor, 1987
- Aforia magnifica (Strebel, 1908)
- Aforia moskalevi Sysoev y Kantor, 1987
- Aforia multispiralis Dell, 1990
- Aforia obesa Pastorino & Sánchez, 2016[5]
- Aforia persimilis (Dall, 1890)
- Aforia serranoi Gofas, Kantor & Luque, 2014
- Aforia staminea (Watson, 1881)
- Aforia tasmanica Sysoev y Kantor, 1988
- Aforia trilix (Watson, 1881)

Especies extintas del Oligoceno en América del Norte:
- † Aforia addicotti Javidpour, 1973
- † Aforia campbelli Durham 1944
- † Aforia dallamensis (Weaver, 1916)
- † Aforia ecuadoriana Olsson 1964 (Plioceno del Ecuador)
- † Aforia tricarinata Addicott, 1966
- † Aforia wardi (Tegland, 1933)

Especies llevadas a la sinonimia:
- Aforia aulaca (Dall, 1896) : sinónimo de Steiraxis aulaca (Dall, 1896)
- Aforia elegidoensis Bartsch, 1945 : sinónimo de Aforia circinata (Dall, 1873)
- Aforia diomedea Bartsch, 1945 : sinónimo de Aforia circinata (Dall, 1873)
- Aforia gonoides (Watson, 1881 : sinónimo de Aforia goniodes (Watson, 1881)
- Aforia hondoana (Dall, 1925) : [6] sinónimo de Aforia circinata (Dall, 1873)
- Aforia insignis (Jeffreys, 1883) : sinónimo de Aforia circinata (Dall, 1873)
- Aforia japonica Bartsch, 1945 : sinónimo de Aforia circinata (Dall, 1873)
- Aforia lepta (Watson, 1881) : [7] sinónimo de Aforia watsoni Kantor, Harasewych & Puillandre, 2016
- Aforia okhotskensis Bartsch, 1945 : [8] sinónimo de Aforia circinata (Dall, 1873)
- Aforia sakhalinensis Bartsch, 1945 : [9] sinónimo de Aforia circinata (Dall, 1873)